# Житомирський тролейбус
Жито́мирський троле́йбус — діюча тролейбусна система міста Житомира, яка складається з 11 маршрутів та двох тролейбусних депо. Довжина контактної мережі — 98,2 км.

## Історія

### 1960-ті
Тролейбусний рух у Житомирі було відкрито 1 травня 1962 року. Довжина першого і єдиного маршруту становила 3,5 км. Маршрут № 1 «Майдан Леніна — Вокзал» починався з Привокзального майдана, проходив по вул. Леніна, далі на майдані Леніна лінія повертала праворуч, а потім на майдан Перемоги, вул. Театральну і знову виходила на вулицю Леніна. Спочатку на маршруті працювали 5 тролейбусів — три вживаних СВАРЗ ТБЕС (передані з Москви) та два нових ЗіУ-5. Тимчасове тролейбусне депо було облаштоване на місці згорілого будинку (нині — готель «Житомир»).
Впродовж 1962 року Житомир отримав ще 6 тролейбусів ЗіУ-5. За 1962 рік було перевезено 2,4 млн пасажирів. Живлення тролейбусної мережі здійснювалося від двох тягових підстанцій. Ремонт та техобслуговування рухомого складу спочатку здійснювалося у старому трамвайному депо на вул. Комсомольській (тепер тут розташований ліцей № 25).
На території депо були ремонтна канава просто неба та кузня. На канаву тролейбуси доводилось заштовхувати вручну. З Києва та Одеси тролейбуси в Житомир доставляли на буксирах, з Москви та Енгельса — поїздами.
7 листопада 1963 року відкрита друга лінія, що проходила вулицями Театральною і Карла Маркса до майдану Смолянського.
У січні 1964 року до Житомира надійшли перші 6 тролейбусів ОДаЗ-695Т загальною вартістю 74 тис. рублів. У цьому ж році почали надходити тролейбуси Київ-4. Через декілька років у Житомир надійшли вживані тролейбуси з Києва моделі Київ-4 та ЗіУ-5 з Москви.
У 1964 році були демонтовані трамвайні колії і замість них побудована тролейбусна мережа по вулиці Карла Лібкнехта до фабрики «Комсомолка». Через два роки після відкриття тролейбусного руху в місті діяли вже два маршрути: № 1 «Вокзал — Смолянка»' та № 2 «Вокзал — Фабрика «Комсомолка»».
З початком руху тролейбусів виникла проблема збереження ламп вуличного освітлення від розбивання їх штангами. Оскільки ліхтарі були підвішені над дорогою біля тролеїв, штанги при зриві з тролеїв з різних причин часто влучали у лампи. Дану проблему було вирішено лише у 1970-х роках після перенесення ліхтарів на стовпи.
8 березня 1966 року відкритий маршрут № 3 «Фабрика „Комсомолка“ — Смолянка».
У 1966 році побудовано нове тролейбусне депо, розраховане на 50 тролейбусів, на вул. Чапаєва (нині це тролейбусне депо № 1, в'їзд у депо тролейбусів з перехрестя вулиць Щорса і Чапаєва після відкриття депо № 2 на тривалий час було закрито, відновлена робота у 2010 році). За цією ж адресою (вул. Чапаєва, 1) до 1978 р. знаходилося і трамвайно-тролейбусне управління (надалі — ТТУ).
У грудні 1968 року у Житомирі вперше почали зчіплювати по 2 тролейбуси ОДаЗ-695Т, щоб компенсувати їх невелику місткість. Адже з 1962 до 1969 років, внаслідок зростання населення і з розширенням маршрутів, питома вага тролейбусних перевезень в загальному об'ємі перевезень електротранспорту зросла з 19,2 % до 34,4 %.

### 1970-ті
У лютому 1971 року в Житомирі розпочалася експлуатація тролейбусів моделі Київ-6.
Навесні 1973 року Житомирське ТТУ проводило експеримент. У «години пік» на першому маршруті почав курсувати тролейбус з написом «Малятко», пасажирами якого могли бути тільки батьки з маленькими дітьми та учні молодших класів. Але громадяни не хотіли цього усвідомлювати, і в цьому тролейбусі все одно намагалися їхати всі. Отже, експеримент не вдався, хоча тролейбус, вже як агітаційний, ще довго працював на лінії.
У 1973 році відкрито тролейбусну мережу на Крошню, 1974 року — на Гідропарк. Відповідно, були відкриті маршрути № 4 «Вокзал — Крошня» і № 5 «Майдан Леніна — Гідропарк». Маршрут № 5 був декілька років відірваний від тролейбусного депо і тролейбуси доводилося доставляти на маршрут і забирати за допомогою автомобілів-тягачів. В якості кільця для розвороту тролейбусів цього маршруту використовувалися вул. Лазо, вул. Любарська та вул. Комсомольська. Проблема була в тому, що вул. Комсомольська, через яку лінія п'ятого маршруту повинна була з'єднуватися з майданом Перемоги, була на розі з вулицею Театральною дуже вузькою, а розширити її заважали будинки. До 1977 року була побудована лінія по вул. Паризької Комуни та вул. Шевченка, і маршрут № 5 був продовжений до Смолянського майдану.

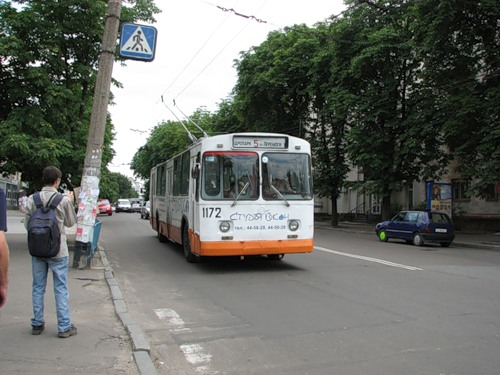
ЗіУ-682В на маршруті № 5, вул. Театральна біля майдану Перемоги (жовтень 2007)

Два тролейбуси ЗіУ-682Б у 1974 році були відправлені у Київ на випробування, де працювали у тролейбусному депо № 3 під № 301 та 302. Наступного року вони повернулись у Житомир.
У 1976 року побудована нова тягова підстанція у районі Корбутівки та реконструйовані 4 діючі. Таким чином, потужність тягових підстанцій зросла майже у 2 рази і становила 13 200 кВт. Тоді ж в контактній мережі вперше застосували замість жорсткої підвіски еластичну.
З 1976 року у Житомир почали надходити тролейбуси ЗіУ-682. Великими партіями вони почали поступати з 1982 року (по 15-20 щорічно).
Починаючи з 1977 року житомирське підприємство електротранспорту постійно і заслужено знаходилося в першій десятці серед подібних підприємств УРСР, потім України. У 1977—2010 роках не було випадків невиконання завдань з перевезення пасажирів. У 1978 році колектив ТТУ виборов друге місце в УРСР. Він займав і займає по виробничим і іншим показникам одне з перших місць серед інших трудових колективів міста і області.
У 1978 році побудовано трамвайно-тролейбусне депо № 2, до якого «переміщено» ТТУ і старе трамвайне депо. Лінія на вулиці Вокзальній та вулиці Вітрука три роки використовувалася тільки як технічна. Тоді ж ввели в практику безкондукторне обслуговування пасажирів. Також цього року була відкрита лінія по вул. Леніна за вокзалом, вул. Баранова і вул. Корольова, та були відкриті маршрути № 6 «Крошня — Завод „Хімволокно“» і № 7 «Фабрика «Комсомолка» — Завод „Хімволокно“».
У 1978 році електротранспортом міста (тролейбусами і трамваями) було перевезено 61 млн пасажирів, на семи тролейбусних та одному трамвайному маршруту працювало 125 трамваїв і тролейбусів.

### 1980-ті
1981 року побудована лінія по вул. Вітрука та вул. Селецькій, після чого були відкриті кільцеві маршрути № 1А «Вокзал — вул. Театральна — Смолянка — Вокзал», № 1Б «Вокзал — Смолянка — вул. Театральна — Вокзал. Кільце на майдані Смолянському розібрали, замість нього побудували кільце на майдані 60-річчя СРСР, до якого продовжили маршрути № 3 і 5. Цього року також була побудована лінія на ділянці вулиці Карла Маркса за майданом Смолянським, і був відкритий маршрут № 8 «Майдан Перемоги — Паперова фабрика». Тоді ж був отриманий перший вантажний тролейбус КТГ-2. Після того, як знесли старі будинки біля перехрестя вулиць Театральної та Комсомольської, вдалося розширити проїжджу частину і організувати новий маршрут з Корбутівки до майдану Перемоги. Маршрут № 5 «Майдан 60-річчя СРСР — Гідропарк» перейнумерували на № 9, а маршрут «Майдан Перемоги — Гідропарк» отримав № 5.
1982 року побудована лінія по вулиці Михайловоградській та вулиці Ватуті, через які запущено нові маршрути № 10 «Фабрика «Комсомолка» — Завод „Хімволокно“» і № 11 «Крошня — Завод „Хімволокно“». Кінцеві зупинки маршрутів № 10 і № 11 збігалися з кінцевими зупинками маршрутів № 7 та № 6 відповідно.
Побудувана лінія по вулиці Комуністичній та вулиці Московській на ділянці від вулиці Комуністичної до вул. Леніна і організували маршрут № 12 «Крошня — Центр».
Відкривалися, а потім ліквідовувалися маршрути № 13 «Гідропарк — Фабрика „Комсомолка“» та № 14 «Гідропарк — Вокзал». У ті роки обидва маршрути виявилися малозавантаженими внаслідок нестійкого сезонного пасажиропотоку.
Активне будівництво нових ліній було пов'язане з підготовкою до святкування 1100-річчя Житомира. Довжина контактної мережі у ювілейному 1984 році досягла 87,5&nbspнині Енергозабезпечення трамвайних та тролейбусних ліній здійснювали 11 тягових підстанцій, причому 7 з них вже були переведені на телеметричне управління з центрального пульта. Цього року на маршрутах курсували вже 200 тролейбусів, що перевозили близько 75 млн пасажирів на рік. Загальна протяжність 12-ти маршрутів складала 146,4 км.
1984 року до Житомира надійшли два тролейбуси ЗіУ-682УГ — експортна модифікація тролейбуса, яка була призначена для Греції. Головною їх відмінністю було те, що сидіння розташовані над надколісними куполами та повернуті у напрямку бортів, як у вагонах метрополітену. Спочатку ці тролейбуси були призначені для Афін, але греки від них відмовились. Ці тролейбуси два роки простоювали на заводі імені Урицького, після чого їх відправили до Житомира. Вони, як і інші тролейбуси цієї модификації, мали великі вертикальні кватирки на вікнах, по 8 стекол у середній та задній дверях, опуклі бампери, перегородку кабіни водія, яка розташовувалась лише за спиною водія і не мала дверей, акумулятори автономного ходу та інші відмінності від неекспортних ЗіУ. Вікна, двері, бампери та перегородку перероблювали вже на території депо № 1. І найголовніше — у них повністю переварювали раму конструкції, після чого їх почали експлуатувати. На маршрутах ці тролейбуси були під парковими номерами 1199 та 1200 до 2009 року
Через розширенням маршрутної мережі тролейбусів та збільшення кількості машин при Житомирському СПТУ-15 розпочалася підготовка водіїв тролейбусів.
Після реконструкції вулиці Карла Лібкнехта і збудування нового моста через річку Кам'янку тролейбусна лінія разом з маршрутами № 2, 3 та 10 була продовжена до готелю «Ялинка», але на маршрутовказівниках 2-го і 3-го маршрутів ця кінцева зупинка була вказана як «Богунія», а для маршруту № 10 — «Ялинка».
У 1984 році побудоване розворотне кільце біля заводу огороджувальних конструкцій (ЗОК) на вулиці Баранова, внаслідок чого маршрут № 10 подовжений із західної і скоротився зі східної сторін.
1985 року побудована лінія вулицями Ціолковського, Космонавтів та у східній частини вулиці Селецької. Ця лінія замінила кінцеву зупинку маршруту № 9, маршрут № 4 був продовжений до Східного мікрорайону.
1986 року відкрита лінія по вул. Котовського, вул. Московській (від вул. Котовського до вул. Комуністичної) та вул. Комуністичній (від вул. Московської до вул. Щорса). Маршруту № 4 змінена схема руху із завантаженою транспортом вул. Леніна на вулиці Комуністичну, Московську, Котовського і Михайловоградську. Маршрут № 7 також перемістили на вул. Котовського та вул. Михайловоградську. Тролейбуси маршруту № 4 прямували вул. Московською і вул. Комуністичною в обох напрямах. Від лівого повороту з вул. Щорса на вул. Котовського відмовилися, оскільки через перетин з трамвайною лінією його було дуже складно побудувати. Від повороту направо з вул. Котовського на вул. Щорса теж у той час вирішили відмовитися.
1986 року відкрилися напівкільцеві маршрути № 2 «Богунія — Вокзал — Смолянка — Богунія» і № 3 «Богунія — Смолянка — Вокзал — Богунія». Кільце розвороту на майдані 60-річчя СРСР було вирішено залишити, і воно досі існують.
Пізніше був відкритий маршрут № 13 «Ялинка — майдан Леніна», для розвороту якого була добудована лінія на вул. Карла Маркса та майд. Леніна. Вводились, згодом скасовувалися, маршрути № 14 «Ялинка — ЗОК» та № 15 «Гідропарк — Вокзал».
Кільцеві маршрути № 1А та 1Б були замінені одним маршрутом № 1 «Вокзал — Вокзал». Відмінністю стало те, що тролейбуси почали розвертатися біля залізничного вокзалу, а не проїжджати його як проміжну зупинку. Декілька років діяв маршрут № 1К «Вокзал — майдан 60-річчя СРСР», що проходив, як і маршрут № 1 через вул. Театральну та Смолянку, але майдан 60-річчя СРСР для нього був кінцевою зупинкою.
У 1980-х роках введена чотиризначна нумерація тролейбусів. У кожному номері перша цифра означає номер депо, інші три —  порядковий номер тролейбуса. Тобто, якщо у першому депо є тролейбус 1028, то номера 2028 бути не може.

### 1990-ті
Найбільша кількість тролейбусів у Житомирі була у 1990 році — 297, після чого надходження нових машин стало значно знижуватись, а списання продовжувались з попередніми темпами. 1990 року надійшло 32 тролейбуси, у 1991 році — 20, у 1993 році — 11 (з них сім 1992 року випуску та чотири 1993 р. в.), у 1994 році — тільки один, що отримав парковий № 1061.

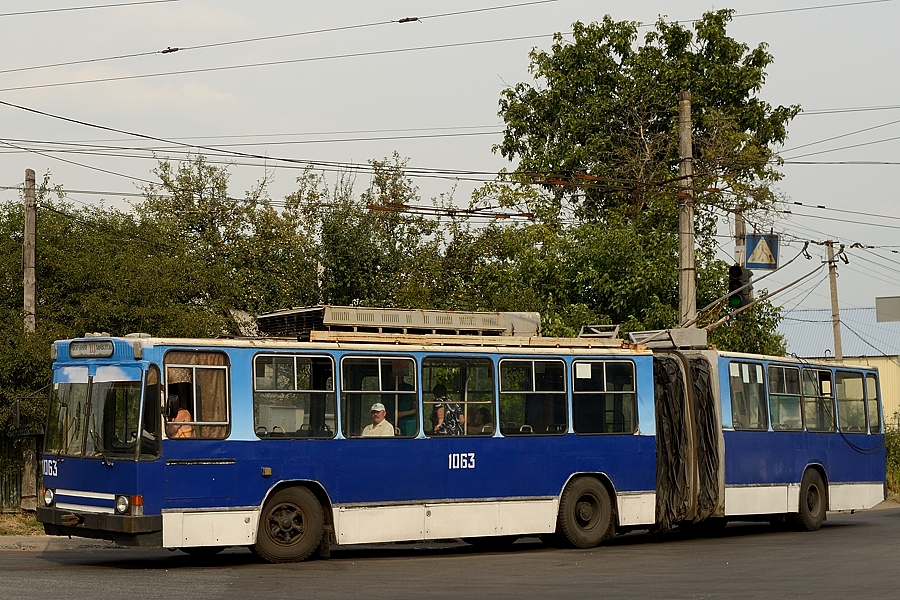
ЮМЗ Т1 (№ 1063)

У 1995—1998 роках до Житомира надійшли 5 тролейбусів ЮМЗ Т1. Вони отримали бортові № 1063, 1066, 2062, 2064, 2065.
В зв'язку з побудовою нового мікрорайону «Хмільники» на Суриній горі було заплановано побудувати тролейбусну лінію по вулицях Новосінній, Чехова, Новопівнічній та Маликова. Але ці плани не були здійснено, хоча навіть у 2000-х роках міська влада знову неодноразово обіцяла зайнятися будівництвом запроектованої контактної мережі на вул. Маликова. Будівництво розпочалося лише у 2016 році. Також були плани пуску тролейбуса на Мальованку, до Силікатного комбінату, у район аеропорту, Глибочицю, до селища Лісового, у Зарічани, Іванівку, Тетерівку і навіть у Черняхів.
У 1990-х роках ліквідовані зупинки «вул. Мануїльського» на вул. Київській, «завод «Ремхарчомаш»» на вул. Щорса, «завод Автозапчастина» на вул. Перемоги у напрямку Богунії, «вул. Мала Бердичівська» на перехресті з вул. Театральною. Багато зупинок було перенесено на 50-150 м. Це, наприклад, зупинки «Педагогічний інститут», «вул. Щорса» на вул. Ватутіна у напрямку вокзалу та інші.
На початку 1990-х років маршрут № 11 «Крошня — Завод хімволокна», що слідував по вул. Ватутіна та Східній, був скорочений до заводу «Вторчермет» («Вібросепаратор»), поблизу якого було побудоване нове розворотне кільце, а через декілька років маршрут був взагалі відмінений. Пізніше на кільці контактні опори та стовпи були демонтовані. Повороти ліній з вул. Щорса на Ватутіна після закриття маршруту демонтовувати не стали, і вони досі існують та використовуються як службові.
Маршрут № 13 згодом був перенумерований на № 11. Маршрут № 10 почав курсувати лише у «години пік» та деякий період у міжпіковий час діяв маршрут № 13 «Панчішна фабрика — Вокзал» (по вул. Ватутіна), пізніше скасований через низький пасажиропотік.
На початку 1995 року загальна довжина тролейбусних ліній становила у місті 96 км. Мережу обслуговували 10 тягових підстанцій. У двох депо перебувало 209 тролейбусів.
Декілька днів, у 1995 році, в Житомирі відбувалися випробування тролейбусу моделі Київ-12.03. Також вони випробовувались в інших містах України, але все ж таки почали експлуатуватися в Києві.
До вересня 1998 року споруджена лінія на вулицях Пушкінській та Коцюбинського, що утворила розворотне кільце з кінцевою зупинкою «Обласна лікарня», до якої було продовжено маршрут № 11. Лінія на майдані Соборному залишалася ще на 10 років і використовувалася лише як службова.
1998 року змонтовано поворот з вул. Котовського на вул. Щорса, і тролейбуси маршруту № 4 при русі у напрямку Крошні перестали їхати через вул. Московську та Львівську, відповідно, стали проїжджати на 2 зупинки менше, одна з яких (біля колишнього Будинку Радіо) була ліквідована, а контактна мережа в одному напрямку по вул. Львівській була демонтована.
Мережа по вул. Московській від вул. Котовського до Львівської була залишена та з'єднана з іншою частиною лінії на Московській (від вул. Львівської до Київської). Через цю лінію деякий час проходив маршрут № 13: Панчішна фабрика — просп. Миру — майд. Визволення — вул. Перемоги — вул. Котовського — вул. Московська — вул. Київська — ЦУМ — вул. Київська — вул. Театральна — майд. Перемоги — вул. Перемоги — майд. Визволення — просп. Миру — Панчішна ф-ка.
Питома вага тролейбусних перевезень у загальному об'ємі міських перевезень становила у 1999 році 65,5 %.

### 2000-ні
На деякий час маршрут № 10 був скорочений до залізничного вокзалу, згодом був відновлений до ЗОКу. Маршрут № 8 був скорочений до майдану Перемоги у вихідні дні та у міжпіковий час, а в «години пік» продовжував працювати до Панчішної фабрики.
У липні 2003 року були відкриті маршрути:
- № 13: Вокзал — вул. Київська — вул. Театральна — вул. Велика Бердичівська — вул. Шевченка — вул. Пушкінська — Обласна лікарня — вул. Пушкінська — вул. Коцюбинського — вул. Велика Бердичівська — вул. Театральна — вул. Київська — Вокзал;
- № 14: Вокзал — вул. Київська — вул. Щорса — Крошня;
- № 15: Вокзал — вул. Київська — вул. Театральна — вул. Мала Бердичівська — вул. Черняховського — Гідропарк — вул. Черняховського — вул. Адмірала Щастного — вул. Любарська — вул. Мала Бердичівська — вул. Театральна — вул. Київська — Вокзал.

Дещо пізніше, у цьому ж році, після побудови правого повороту з вул. Ватутіна на вул. Щорса був відкритий 16-й маршрут:
- № 16: Богунія (Ялинка) — просп. Миру — майд. Визволення — вул. Ватутіна — вул. Щорса — вул. Львівська — вул. Московська — вул. Київська — ЦУМ (Центр) — вул. Київська — вул. Героїв Сталінграда[16] — майд. Перемоги — вул. Перемоги — майд. Визволення — просп. Миру — Богунія (Ялинка).

Метою маршруту № 16 було сполучення Богунії з Сінним ринком. Поворот з вул. Щорса на вул. Ватутіна ліворуч побудований не був, оскільки на даному перехресті виконання такого повороту через складне світлофорне регулювання заборонено.
З тих маршрутів до цього дня в дещо зміненому вигляді зберігся лише маршрут № 15, інші до 2008 року були скасовані. Третя спроба запустити тролейбус з вокзалу на Корбутівку, на відміну від спроб 1980-х років, виявилася вдалою.
У 2004 році відкритий маршрут № 5А, у 2005 році — маршрути № 17 та 18:
- № 5А: Панчішна ф-ка — просп. Миру — майд. Визволення — вул. Перемоги — майд. Перемоги — вул. Героїв Сталінграда — вул. Театральна — вул. Мала Бердичівська — вул. Черняховського — Гідропарк — вул. Черняховського — вул. Адмірала Щастного — вул. Любарська — вул. Мала Бердичівська — вул. Театральна — майд. Перемоги — вул. Перемоги — майд. Визволення — просп. Миру — Панчішна фабрика;
- № 17: Крошня — вул. Щорса — вул. Львівська — вул. Московська — вул. Київська — вул. Театральна — вул. Мала Бердичівська — вул. Черняховського — Гідропарк — вул. Черняховського — вул. Адмірала Щастного — вул. Любарська — вул. Мала Бердичівська — вул. Театральна — вул. Київська — вул. Щорса — Крошня;
- № 18 (спочатку № 12А): Крошня — вул. Щорса — вул. Львівська — вул. Московська — вул. Київська — вул. Театральна — вул. Велика Бердичівська — вул. Шевченка — вул. Пушкінська — Обласна лікарня — вул. Пушкінська — вул. Коцюбинського — вул. Велика Бердичівська — вул. Театральна — вул. Київська — вул. Щорса — Крошня.

Маршрут № 17 працював лише у вихідні, святкові та неробочі дні, № 18 — у робочі дні.
Також був запроєктований маршрут № 19 «Вокзал — Хмільники».
У 2005 році, у зв'язку з відкриттям нових торговельних центрів, які розташовані далеко від зупинок, були відкриті зупинки «Дастор» та «Фуршет».
Станом на 20 грудня 2005 року в Житомирі перебувало 188 тролейбусів ЗіУ-682, що були виготовлені впродовж 1979—1994 років, 5 тролейбусів ЮМЗ Т1, що були випущені з 1995 по 1998 роки, та 2 вантажних тролейбуси КТГ-2 1986 р. в. та 1990 р. в..
3 жовтня 2006 року у Житомирі на маршрути № 1 і 2 вийшли два нових тролейбуси ЗіУ-682Г-016 (012). Один з них має тоновані стекла, йому був присвоєний парковий № 2068, з 2008 року — № 1068, другий отримав № 1067. Наступні два тролейбуси надійшли у січні 2007 року. Перший, ЗіУ-682Г-016 (012), вийшов на маршрути у січні під № 1069. Другий, ЗіУ-682Г-016 (012)П, що має склопластикову маску передку, виїхав на вулиці Житомира лише в березні під № 2070 (у 2008 році — № 1070).
У 2007 році маршрут № 6 був скорочений до ЗОКу, відкрито маршрут № 10А, а трохи пізніше — № 7А:
- № 10А: Панчішна фабрика — просп. Миру — майд. Визволення — вул. Ватутіна — вул. Східна — майд. Згоди — вул. Київська — Вокзал.
- № 7А: Майдан Перемоги — вул. Героїв Сталінграда[17] — вул. Київська — Київське шосе — вул. Баранова — вул. Корольова — Завод хімволокна[23].

Маршрут № 10А  діяв у робочі дні в міжпіковий час (для часткової заміни маршруту № 10), який став 20-м за рахунком маршрутом. Маршрут № 7А діяв у вихідні дні замість маршруту № 7. Таким чином, у 2007 році в Житомирі нараховувався 21 маршрут, а це максимальна кількість маршрутів за всю історію Житомирського ТТУ.
На деякий час була організована зупинка на вимогу навпроти університету імені Івана Франка для маршрутів № 11, 13 та 18. У березні 2008 року, внаслідок реорганізації маршрутів, зупинка була ліквідована, оскільки вона була призначена лише для тролейбусів, що виконували розворот біля обласної лікарні.
20 грудня 2007 року до Житомира надійшли 6 тролейбусів ЛАЗ-Е183D1. Їм були присвоєні бортові № 2071—2076.
Станом на 1 січня 2008 року у двох депо нараховувався вже 181 тролейбус моделі ЗіУ. За два роки було списано 11 тролейбусів та отримано 10 тролейбусів. У 2008 році повинні були поступити ще 4 тролейбуса ЛАЗ-Е183D1, але цього не відбулося.
2008 року було організовано зупинку на вимогу на вулиці Селецькій за 50 м до перехрестя з вулиці Вітрука для тролейбусів № 4 та 9. Згодом, після відкриття «Еко-Маркету» на вул. Ватутіна, були переміщені зупинки «Ремпобуттехніка» та «вул. Генерала Потапова» на 130 м вперед.
27 березня 2008 року міська влада вирішила кардинально змінити маршрути. Замість маршрутів № 4 та раніше відміненого № 18 були відкриті напівкільцеві маршрути № 4А та 4Б:
- № 4А: Крошня — вул. Щорса — вул. Київська — Вокзал — вул. Вокзальна — вул. Вітрука — вул. Ціолковського — вул. Космонавтів — вул. Селецька — Смолянка — вул. Велика Бердичівська — вул. Театральна — вул. Київська — вул. Щорса — Крошня;
- № 4Б: Крошня — вул. Щорса — вул. Львівська — вул. Московська — вул. Київська — вул. Театральна — вул. Велика Бердичівська — Смолянка — вул. Селецька — вул. Вітрука — вул. Вокзальна — Вокзал — вул. Київська — вул. Щорса — Крошня.

Дещо проблематичною для маршруту № 4Б була зупинка «вул. Московська» з боку ЦУМу, оскільки через неї проїжджали і тролейбуси, що слідували на Смолянку, і тролейбуси, що слідували на Крошню.
Маршрут № 6 був перенесений на вул. Котовського, існує у такому вигляді понині. Працює маршрут у робочі дні вранці з дуже великими інтервалами. Маршрут № 7 було закрито, тролейбуси маршруту № 8 замість майдану Перемоги та Панчішної фабрики стали прямувати до залізничного вокзалу:
- № 8: Майдан Станишівський (Паперова фабрика) — вул. Івана Гонти — майд. Смолянський — вул. Велика Бердичівська — вул. Театральна — вул. Київська — Вокзал.

На заміну маршрутам № 9 та 15 були відкриті напівкільцеві маршрути № 9А та 9Б:
- № 9А: Гідропарк — вул. Черняховського — вул. Адмірала Щастного — вул. Любарська — вул. Мала Бердичівська — вул. Театральна — вул. Київська — Вокзал — вул. Вокзальна — вул. Вітрука — вул. Селецька — Смолянка — вул. Велика Бердичівська — вул. Шевченка — вул. Фещенка-Чопівського — вул. Адмірала Щастного — вул. Любарська — вул. Мала Бердичівська — вул. Черняховського — Гідропарк;
- № 9Б: Гідропарк — вул. Черняховського — вул. Адмірала Щастного — вул. Фещенка-Чопівського — вул. Шевченка — вул. Велика Бердичівська — Смолянка — вул. Селецька — вул. Вітрука — вул. Вокзальна — Вокзал — вул. Київська — вул. Театральна — вул. Мала Бердичівська — вул. Черняховського — Гідропарк.

Маршрут № 10 був продовжений до заводу «Хімволокно», маршрути № 10А та 11 відмінені.
У липні 2008 року були повернені маршрути № 9 та № 15 з відміною маршрутів № 9А і 9Б, а восени також повернено маршрут № 4 з відміною маршрутів № 4А і 4Б, але вже з курсуванням по вулиці Київській. На короткий час був відновлений маршрут № 7 також з курсуванням по вулиці Київській. Маршрут № 8 із залізничного вокзалу повернений на майд. Перемоги. Пізніше була спроба відновити маршрут № 11 під новим № 3К, але і він проіснував недовго.
10 липня 2008 року, відповідно з рішенням виконавчого комітету Житомирської міської ради, змінені назви багатьох зупинок громадського транспорту.
У вересні 2008 року, після відкриття ТРЦ «Глобал», відкрита нова зупинка навпроти ТРЦ (облаштована лише у 2010 році).
У 2009 році відновлена зупинка на перехресті вулиць Театральної та Малої Бердичівської спочатку лише для тролейбусів, що слідували у напрямку Корбутівки, а через півроку і для зустрічного напряму.
18 вересня 2009 року зупинка «вул. Черняховського» була перенесена на вул. Малу Бердичівську. Через те, що зупинка стала розміщуватись близько до перехрестя, а тролейбуси після вирушання від зупинки повинні повертати ліворуч, був заборонений поворот праворуч для автотранспорту. Однак, 21 січня 2011 року виконувати даний поворот знову дозволили.
16 червня 2009 року працівниками Житомирського ТТУ через тривалу невиплату заробітної плати був оголошений страйк. Знову на маршрути перші тролейбуси вийшли лише 24 червня о 16:10. Часткова вартість проїзних квитків за даний період була компенсована усім бажаючим в обмін на червневий проїзний квиток.
У жовтні 2009 року, впродовж 10 днів, в Житомирі проходив випробування тролейбус Богдан Т60111, що отримав тимчасовий парковий № 1077.

### 2010-ті
Майже вся тролейбусна частина трамвайно-тролейбусного депо № 2 у серпні 2010 року була законсервована, незважаючи на протести робітників, що проводились 28 липня та 16 серпня. Усі тролейбуси були переведені в депо № 1. Було звільнено 50 робітників депо.
Майже усі тролейбуси, а також адміністрація ТТУ, переїхали на територію депо № 1. Усі ЛАЗи тоді залишились у депо № 2, оскільки обслуговуватися у депо № 1 вони просто не могли з причин відсутності там ремонтної бази для них. Також у депо № 2 тоді залишились вантажний тролейбус КГТ (№ ТГ-7) та три ЗіУ-682, що проходили там у той час КВР, з № 2019, 2232 і 2288 та один ЮМЗ (№ 2065). Влітку 2010 року почалися масові списання тролейбусів. Після закінчення КВР тролейбуси № 2019 та 2288 переведені у депо № 1. У грудні 2010 року в депо № 2 повернули ЮМЗ № 2062 та 2064, оскільки депо № 1 було просто перевантажено тролейбусами. Після закінчення КВР ЮМЗ (№ 2065), а також ЗіУ-682 (№ 2232), теж залишили у депо № 2, оскільки тоді вже почала йти мова про переведення тролейбусів назад.
Перед закриттям депо № 2 був відновлений в'їзд у депо № 1 з перехрестя вул. Щорса та вул. Чапаєва, та демонтовані: лінія на майд. Соборному; поворот з вул. Київської на вул. Щорса ліворуч; поворот з вул. Ватутіна на вул. Щорса праворуч у напрямку Сінного ринку.
До Чемпіонату Європи з футболу-2012 було заплановано придбати у Києва 40 вживаних тролейбусів ЮМЗ Т2. Однак, це не відбулося. У квітні було запропоновано придбати 25 нових білоруських тролейбусів БКМ-321.
У серпні 2011 року відкрито експериментальний маршрут № 4А «Крошня — вул. Космонавтів» зі слідуванням по вул. Котовського, при цьому тролейбуси маршруту № 4 в той же час паралельно їдуть по вул. Київській. У вересні маршрут закріпився на постійній основі.
15 серпня 2011 року міською радою було запропоновано запустити нічні рейси тролейбусів із вартістю проїзду 5,00 ₴.
31 жовтня 2011 року та 20 грудня через ЗМІ знову були дані обіцянки про покупку 20-25 нових тролейбусів з Білорусі та передачі декількох десятків б/в тролейбусів з Києва. У випадку надходження цих тролейбусів було обіцяно відкрити 3 нових маршрути.
До листопада 2011 року адміністрація ТТУ переїхала назад у депо № 2. Весною 2012 року заплановане переведення усіх тролейбусів у депо № 2 з подальшим продажем території депо № 1 для погашення кредитів, взятих для ТТУ.
21 грудня 2011 року працівниками ТТУ був оголошений страйк з причини невиплати заробітної плати за 5 місяців, загальна сума якої становила близько 6-7 млн гривень. Раніше початок страйку було заплановано на 12 грудня, але тоді влада пообіцяла погасити борг до 20 грудня, і початок страйку був відстрочений. Оскільки гроші робітниками так і не були отримані, 21 грудня з 06:00 трамваї та тролейбуси не стали виходити на маршрути. Закінчився страйк 23 грудня у 16:00, коли робітникам було виплачено 3,9 млн грн, та решту влада пообіцяла виплатити до 10 січня 2012 р. У випадку невиплати залишку робітники ТТУ обіцяли влаштувати повторний страйк з 10 січня. 5 січня робітники отримали майже усю зарплатню, і до 20 січня їм пообіцяли виплатити решту за грудень.
Станом на січень 2012 року на балансі ЖТТУ перебувало 123 тролейбуси. У 2008 році їх було 181, за три роки було списано 58 тролейбусів, з них 28 списані 22 липня та 28 жовтня 2010 року/
7 вересня 2012 року, до 1128-річниці святкування дня міста на маршрут № 1 «Вокзал — Вокзал» був випущений перший капітально-відремонтований із заміною обшивки та модернізацією салону тролейбус ЗіУ-682В № 1240. Тролейбус укомплектований електронним табло та автоматичною звуковою системою оголошення зупинок.
22 вересня 2012 року, до 75-річчя Житомирської області було відновлено роботу тролейбусного маршруту № 17: Крошня — Гідропарк. Одним із тролейбусів, які випустили на маршрут, був другий капітально-відремонтований тролейбус ЗіУ-682В № 2243.
У другій половині жовтня 2012 року з Києва на безкоштовній основі передано 5 вживаних тролейбусів ЮМЗ Т2 № 525, 530, 531, 535, 537.
15 серпня 2013 року були закриті маршрути № 8 і 9, але 2 вересня через скарги людей, які проживають в районі паперової фабрики, маршрут № 8 було відновлено. 25 вересня був скасований маршрут № 4А.
28 жовтня 2014 року до Житомира з Чехії надійшли перші 4 тролейбуси марки Škoda. У грудні 2016 року в місті експлуатувалися 24 тролейбуси моделі Škoda 14Tr та 8 Škoda 15Tr.
2 березня 2015 року закритий маршрут № 15, натомість того ж дня замість нього відкритий маршрут № 15А «Гідропарк — вул. Селецька». Таким чином цей маршрут фактично продовжено до Нижньої Польової.
У 2015 році, з метою вивчення пасажиропотоку, почалося відновлення закритих маршрутів. 14 квітня замість маршруту № 4 відновлено напівкільцеві маршрути № 4А та 4Б під № 4 і 4А відповідно. 4 липня 2015 року відновлено маршрут № 5А «Богунія — Гідропарк», який спочатку (до 15 липня) курсував до Панчішної фабрики. 25 липня маршрут начебто закрито як «економічно недоцільний» та такий, який «щодня приносить значні збитки», однак пізніше цю інформацію було спростовано. Також 8 вересня було відновлено маршрут № 9 «Гідропарк — вул. Космонавтів», а 6 серпня 2016 року — № 5 «Гідропарк — майдан Перемоги» (існував до 14 серпня 2016 року).
На початку вересня 2016 року розпочалося будівництво тролейбусної лінії до мікрорайону Хмільники. Запуск маршруту № 7 «Залізничний вокзал» — Сурина гора (вул. Маликова)» відбувся 16 січня 2017 року. 13 лютого до цього мікрорайону продовжено маршрут № 8. Також цього дня скасовані маршрути № 4 та 4А. Натомість відновлено старі маршрути № 4 «Крошня» — вул. Космонавтів» та № 18 під № 4А «Крошня — Обласна лікарня». 6 червня 2017 року маршрут № 7 продовжено до ЗОКу, до номера маршруту додано літеру «А». Новий маршрут працював у робочі дні, скорочений (під № 7) — у вихідні. Ще раз маршрут № 7А було подовжено 2 липня 2018 року до Промислової вулиці, лінію на яку будували з березня по травень, туди ж подовжили й маршрут № 10.
Пасажиропотік станом на 2016 рік становив 36 788 тис. осіб.
25 червня 2018 року створено 5 «нічних» маршрутів (№ Н2, Н3, Н4, Н5 та Н7), що працюють до 23:00.
1 червня 2019 маршрут № 1 поділений на два кільцевих маршрути №1 А та № 1Б, які курсують назустріч один одному, без розвороту біля залізничного вокзалу.

### 2020-ті
З 11 вересня 2020 року на маршрути вийшли перші 16 тролейбусів білоруського виробника «Белкомунмаш» з 50-ти замовлених.
26 січня 2021 року відбулося підписання контракту щодо побудови нової тролейбусної лінії до мікрорайону Мальованка, термін реалізації зобов'язань забудовника — 224 дні.
1 червня 2024 року відкритий новий тролейбусний маршрут № 5 «Мальованка 
— Залізничний вокзал». Тролейбуси почали курсувати від взуттєвої фабрики «Крок» до залізничного вокзалу вулицями Героїв Пожежних, Чуднівська, Дмитра Донцова, Любарська, Мала Бердичівська, Театральна, Київська до залізничного вокзалу та у зворотному напрямку. Частина маршруту пролягає новозбудованою лінією, довжина якої в одному напрямку становить приблизно 2 км.

## Маршрути
У даному розділі описані шляхи слідування тролейбусів за діючими тепер маршрутами. Посилання на схему маршрутів розташоване нижче.
| Перелік основних тролейбусних маршрутів в місті Житомирі  | Перелік основних тролейбусних маршрутів в місті Житомирі | Перелік основних тролейбусних маршрутів в місті Житомирі |
| №                                                         | Маршрут руху | Примітки |
| --------------------------------------------------------- | --- | --- |
| 1А                                                        | Вокзал — вул. Київська — вул. Театральна — вул. Велика Бердичівська — майд. Смолянський — вул. Селецька — вул. Вітрука — вул. Вокзальна — Вокзал | Кільцевий, проти годинникової стрілки |
| 1Б                                                        | Вокзал — вул. Вокзальна — вул. Вітрука — вул. Селецька — майд. Смолянський — вул. Велика Бердичівська — вул. Театральна — вул. Київська — Вокзал | Кільцевий, за годинниковою стрілкою |
| 2                                                         | Богунія — просп. Миру — майд. Визволення — вул. Перемоги — майд. Перемоги — вул. Театральна — вул. Київська — Вокзал — вул. Вокзальна — вул. Вітрука — вул. Селецька — Смолянка — вул. Велика Бердичівська — вул. Театральна — майд. Перемоги — вул. Перемоги — майд. Визволення — просп. Миру — Богунія | Напівкільцевий (маршрут із рухом за годинниковою стрілкою) |
| 3                                                         | Богунія — просп. Миру — майд. Визволення — вул. Перемоги — майд. Перемоги — вул. Театральна — вул. Велика Бердичівська — Смолянка — вул. Селецька — вул. Вітрука — вул. Вокзальна — Вокзал — вул. Київська — вул. Театральна — майд. Перемоги — вул. Перемоги — майд. Визволення — просп. Миру — Богунія | Напівкільцевий (маршрут із рухом проти годинникової стрілки) |
| 4                                                         | Крошня — вул. Покровська — вул. Київська — майд. Привокзальний — вул. Вокзальна — вул. Вітрука — вул. Ціолковського — вул. Космонавтів — вул. Селецька — вул. Вітрука — вул. Вокзальна — Вокзал — вул. Київська — вул. Покровська — Крошня | — |
| 4А                                                        | Крошня — вул. Покровська — вул. Київська — вул. Театральна — вул. Велика Бердичівська — вул. Шевченка — вул. Пушкінська — Обласна лікарня — вул. Коцюбинського — вул. Велика Бердичівська — вул. Театральна — вул. Київська — вул. Покровська — Крошня | Працює у будні дні |
| 5                                                         | Мальованка — Взуттєва фабрика «Крок» — вул. Героїв Пожежних — вул. Чуднівська — вул. Дмитра Донцова — вул. Любарська — вул. Мала Бердичівська — вул. Театральна — вул. Київська — Вокзал | Маршрут працює у будні з 06:00 до 21:00, у вихідні з 06:20 до 20:10. На лінії курсують 4 або 3 тролейбуси БКМ з інтервалом руху 17-18 хвилин у будні та 21-26 хвилин у вихідні. |
| 5А                                                        | Богунія (Ялинка) — просп. Миру — майд. Визволення — вул. Перемоги — майд. Перемоги — вул. Театральна — вул. Мала Бердичівська — вул. Леха Качинського — вул. Чуднівська — Гідропарк — вул. Чуднівська — вул. Леха Качинського — вул. Дмитра Донцова — вул. Любарська — вул. Мала Бердичівська — вул. Театральна — майд. Перемоги — вул. Перемоги — майд. Визволення — просп. Миру — Богунія (Ялинка) | — |
| 6                                                         | Крошня — вул. Покровська — вул. Львівська — вул. Небесної Сотні — вул. Михайла Грушевського — вул. Східна — вул. Київська — Київське шосе — вул. Сергія Параджанова — ЗОК — вул. Сергія Параджанова — Київське шосе — вул. Київська — вул. Східна — вул. Михайла Грушевського — вул. Покровська — Крошня | Маршрут працює в робочі дні з 06:00 до 10:00 |
| 7                                                         | Сурина гора — вул. Маликова — вул. Новопівнічна — вул. Чехова — вул. Новосінна — вул. Перемоги — майд. Перемоги — вул. Театральна — вул. Київська — Вокзал | Маршрут працює у вихідні дні |
| 7А                                                        | Сурина гора — вул. Маликова — вул. Новопівнічна — вул. Чехова — вул. Новосінна — вул. Перемоги — майд. Перемоги — вул. Театральна — вул. Київська — Київське шосе — вул. Сергія Параджанова — вул. Корольова — вул. Промислова — Агробудіндустрія | Працює у будні дні |
| 8                                                         | Сурина гора — вул. Маликова — вул. Новопівнічна — вул. Чехова — вул. Новосінна — вул. Перемоги — майд. Перемоги — вул. Театральна — вул. Велика Бердичівська — майд. Смолянський — вул. Івана Гонти — майд. Станишівський (Паперова фабрика) | — |
| 10                                                        | Богунія (Ялинка) — просп. Миру — майд. Визволення — просп. Незалежності — вул. Східна — вул. Київська — Київське шосе — вул. Сергія Параджанова — вул. Корольова — вул. Промислова — Агробудіндустрія | Працює у будні дні, у години пік (06:00—10:00; 13:30—19:00) |
| 15А                                                       | Гідропарк — вул. Чуднівська — вул. Леха Качинського — вул. Дмитра Донцова — вул. Любарська — вул. Мала Бердичівська — вул. Театральна — вул. Київська — майд. Привокзальний — вул. Вокзальна — вул. Вітрука — вул. Ціолковського — вул. Космонавтів — вул. Селецька — вул. Вітрука — вул. Вокзальна — майд. Привокзальний — вул. Київська — вул. Театральна — вул. Мала Бердичівська — вул. Леха Качинського — вул. Чуднівська — Гідропарк                                                                           | — |
| Нічні тролейбусні маршрути (діяли до 24 лютого 2022 року) | | |
| Н2                                                        | майдан Перемоги — вул. Театральна — вул. Київська — Вокзал — вул. Вокзальна — вул. Вітрука — вул. Селецька — Смолянка — вул. Велика Бердичівська — вул. Театральна — майдан Перемоги | Маршрут працював з 21:00 до 01:00 |
| Н3                                                        | майдан Перемоги — вул. Театральна — вул. Велика Бердичівська — Смолянка — вул. Селецька — вул. Вітрука — вул. Вокзальна — Вокзал — вул. Київська — вул. Театральна — майдан Перемоги | Маршрут працював з 21:00 до 00:30 |
| Н4                                                        | майдан Перемоги — вул. Театральна — вул. Київська — вул. Покровська — Крошня | Маршрут працював з 21:00 до 00:55 |
| Н5                                                        | Богунія (Ялинка) — просп. Миру — майд. Визволення — вул. Перемоги — майд. Перемоги — вул. Театральна — вул. Мала Бердичівська — вул. Леха Качинського — вул. Чуднівська — Гідропарк — вул. Чуднівська — вул. Леха Качинського — вул. Дмитра Донцова — вул. Любарська — вул. Мала Бердичівська — вул. Театральна — майд. Перемоги — вул. Перемоги — майд. Визволення — просп. Миру — Богунія (Ялинка) | Маршрут працював з 21:00 до 0:30 |
| Колишні маршрути                                          | | |
| 9                                                         | Гідропарк — вул. Чуднівська — вул. Леха Качинського — вул. Дмитра Донцова — вул. Лермонтовська — вул. Фещенка-Чопівського — вул. Шевченка — вул. Велика Бердичівська — майд. Смолянський — вул. Селецька — вул. Вітрука — вул. Ціолковського — вул. Космонавтів — вул. Селецька — майд. Смолянський — вул. Велика Бердичівська — вул. Шевченка — вул. Фещенка-Чопівського — вул. Лермонтовська — вул. Дмитра Донцова — вул. Любарська — вул. Мала Бердичівська — вул. Леха Качинського — вул. Чуднівська — Гідропарк | — |
| 12                                                        | Крошня — вул. Покровська — вул. Львівська — вул. Небесної Сотні — Центр (ЦУМ) — вул. Київська — вул. Покровська — Крошня | — |
| Н7                                                        | майд. Перемоги — вул. Театральна — вул. Київська — Київське шосе — вул. Сергія Параджанова — вул. Корольова — вул. Промислова — Агробудіндустрія | Маршрут працював у робочі дні з 22:05 до 23:55. Скасований у листопаді 2018 року                                                                                                |

Жирним шрифтом виділені кінцеві зупинки; 

курсивом — ті зупинки, що за суттю кінцевими не є, але підписані так само, як і кінцеві, на маршрутовказівниках тролейбусів тих маршрутів, що мають лише одну кінцеву зупинку.
Примітка: Вокзал і Смолянка заміняють за сенсом відповідно майдан Привокзальний та майдан Смолянський.

## Вартість та оплата проїзду
До 31 березня 2024 року вартість проїзду становила:
- 10,00 ₴ — при оплаті готівкою та банківською карткою;
- 6,00 ₴ — при оплаті транспортною карткою;
- 4,00—7,00 ₴ — для пільгових категорій (з 10:00 до 16:00);
- 15,00 ₴ — у нічний час (з 22:00 до 06:00).

Квиток потрібно купувати безпосередньо в тролейбусі у кондуктора, компостувати квиток не потрібно. Власники транспортних, банківських карток та Картки житомирянина зобов'язані прикладати свої картки до валідатора для отримання квитка. У спеціальних кіосках є можливість придбати і поповнити транспортні картки. Вартість місячного/квартального проїзного квитка на трамвай і тролейбус становила: для громадян — 180/500 ₴, для студентів — 90/250 ₴, для учнів — 45/125 ₴. Також для усіх категорій громадян доступна транспортна картка типу "гаманець". Нижче описана історія росту цін на квитки, починаючи з радянського часу.
У радянський час квиток у тролейбусі до середини 1980-х років коштував 4 копійки, після чого його вартість збільшилась до 5 копійок. З початку 1990-х років все більше і більше давалися інфляційні процеси, що змушували електротранспортників підвищувати ціни на проїзні квитки. Так у 1991 році ціна квитка стала становити 15 копійок, потім впродовж наступного року його вартість тричі зростала: 30 коп., 50 коп., і вже 5 карбованців. У 1993 році вартість квитка також зростала тричі: 10, 20 та 100 карбованців. У 1994 квиток коштував вже 1000 карбованців, у 1995 році — 10 тисяч, і у 1996 році — 20 тисяч карбованців. З введенням гривні вартість проїзду вже на 2 роки стабілізувалась та стала 20 копійок. До серпня 1997 року квитки потрібно було купувати у кіосках, розташованих на багатьох зупинках, та компостувати їх у тролейбусі. У вересні 1997 року в усіх тролейбусах з'явились кондуктори. 1998 року ціна квитка була підвищена до 30 коп.
| Динаміка зростання вартості проїзду | Динаміка зростання вартості проїзду | Динаміка зростання вартості проїзду |
| Дата встановлення тарифу            | Вартість проїзду, ₴ | Підстава                            |
| ----------------------------------- | --- | ----------------------------------- |
| 2 вересня 1996                      | 0,20 |                                     |
| 1998                                | 0,30 |                                     |
| 1 лютого 2001                       | 0,40 |                                     |
| 1 жовтня 2006                       | 0,60 | [ 94 ]                              |
| 20 лютого 2008                      | 0,75 | [ 95 ]                              |
| 11 липня 2009                       | 1,00 | [ 96 ]                              |
| 17 березня 2011                     | 1,00 |                                     |
| 11 липня 2009                       | 1,50 | [ 97 ] [ 98 ]                       |
| 31 грудня 2014                      | 2,00 | [ 99 ]                              |
| 1 жовтня 2017                       | 3,00 |                                     |
| 10 січня 2020                       | 5,00 (оплата готівкою), 4,00 (безготівкова оплата), 10,00 (з 23:00 до 06:00)                                                                                | [ 100 ]                             |
| з 29 січня 2022                     | 8,00 (оплата готівкою та банківською карткою), 6,00 (транспортна картка та "Картка житомирянина"), 4,00 (для пільгових категорій), 10,00 (з 23:00 до 06:00) | [ 101 ]                             |
| з 13 серпня 2022                    | 10,00 (оплата готівкою та банківською карткою), 6,00 (транспортна картка), 4,00—7,00 (пільгові категорії, з 10:00 до 16:00), 15,00 (з 22:00 до 06:00)       | [ 102 ]                             |
| 1 квітня 2024                       | 15,00 (оплата готівкою), 10,00 (безготівкова оплата), 8,00 (транспортною карткою)                                                                           | [ 103 ]                             |

З серпня 2007 по жовтень 2008 роки у тролейбусах можна було придбати квитки на 1 день. Їх вартість становила 1 грн 50 коп., та з 20 лютого 2008 р. збільшилась до 2 грн 50 коп. У жовтні 2008 р. від одноденних квитків відмовились через невелику кількість бажаючих їх купувати. Ціни на місячні проїзні квитки становили:
| Період            | Вартість разового квитка, грн | Вартість місячних проїзних квитків, грн | Вартість місячних проїзних квитків, грн | Вартість місячних проїзних квитків, грн | Вартість місячних проїзних квитків, грн | Вартість місячних проїзних квитків, грн | Вартість місячних проїзних квитків, грн |
| Період            | Вартість разового квитка, грн | Для учнів, тролейбус                    | Для учнів, трамвай та тролейбус         | Для студентів, тролейбус                | Для студентів, трамвай та тролейбус     | Для громадян, тролейбус                 | Для громадян, трамвай та тролейбус      |
| ----------------- | ----------------------------- | --------------------------------------- | --------------------------------------- | --------------------------------------- | --------------------------------------- | --------------------------------------- | --------------------------------------- |
| 02.2001 — 09.2005 | 0,40                          | 6,00                                    | 7,00                                    | 11,00                                   | 15,00                                   | 22,00                                   | 30                                      |
| 10.2005           | 0,40                          | 8,00                                    | 10,00                                   | 16,00                                   | 20,00                                   | 32,00                                   | 40,00                                   |
| 11.2005 — 09.2006 | 0,40                          | 8,00                                    | 10,00                                   | 11,00                                   | 15,00                                   | 32,00                                   | 40,00                                   |
| 10.2006 — 02.2008 | 0,60                          | 10,00                                   | 12,00                                   | 16,00                                   | 20,00                                   | 40,00                                   | 50,00                                   |
| 03.2008 — 09.2008 | 0,75                          | −                                       | 12,50                                   | —                                       | 25,00                                   | —                                       | 60,00                                   |
| 10.2008 — 07.2009 | 0,75                          | 15,00                                   | 18,75                                   | 30,00                                   | 37,50                                   | 60,00                                   | 75,00                                   |
| 08.2009 — 03.2011 | 1,00                          | 20,00                                   | 25,00                                   | 40,00                                   | 45,00                                   | 120,00                                  | 130,00                                  |
| 04.2011 — 12.2011 | 1,50                          | 30,00                                   | 35,00                                   | 60,00                                   | 70,00                                   | 120,00                                  | 130,00                                  |
| 01.2012 — 12.2014 | 1,50                          | 30,00                                   | 35,00                                   | 60,00                                   | 70,00                                   | 180,00                                  | 195,00                                  |
| 01.2015 — 06.2016 | 2,00                          | 45,00                                   | 49,00                                   | 90,00                                   | 97,50                                   | 180,00                                  | 195,00                                  |
| з 07.2016         | 2,00                          | —                                       | 35,00                                   | —                                       | 70,00                                   | —                                       | 140,00                                  |

У житомирському електротранспорті запрацювала система електронного квитка, на початку лише на тролейбусному маршруті № 1.
З 5 вересня 2016 року у всіх тролейбусах цього маршруту кондуктори розпочали працювати на мобільному терміналі, який після зчитування електронної карти друкуватиме квитки. 6 вересня 2016 року у Житомирському ТТУ був продемонстрований перший тролейбус, обладнаний стаціонарним валідатором та мобільним терміналом. 3 липня 2017 року Житомирська міська рада анонсувала про нововедення електронних технологій щодо поповнення пластикових проїзних.
21 липня 2017 року заступник міського голови Дмитро Ткачук запропонував підвищити вартість проїзду в міському електротранспорті до 3 гривень, однак тоді ціна на квиток не змінилась. Відповідне рішення було прийняте 6 вересня, а вартість проїзду збільшена 1 жовтня.
5 вересня 2017 року у Житомирі офіційно запущена система безготівкової оплати проїзду в наземному комунальному транспорті. Таким чином, житомиряни першими в Україні мають можливість оплатити проїзд у тролейбусах і трамваях не лише за допомогою пластикової картки, придбаної у точках реалізації місячних проїзних від ТТУ, але й використовуючи технологію безконтактної оплати платіжними картками ПриватБанк та VISA.

## Рухомий склад
| ЗіУ-682В [В00]          | 18  |
| ЗіУ-682Г [Г00]          | 17  |
| ЗіУ-682В-012 [В0А]      | 14  |
| ЗіУ-682В                | 12  |
| ЛАЗ E183D1              | 6   |
| Škoda 14TrM             | 6   |
| Škoda 14Tr02/6          | 6   |
| ЮМЗ Т2                  | 5   |
| ЗіУ-682В-013 [В0В]      | 5   |
| ЮМЗ Т1                  | 5   |
| Škoda 14Tr17/6M         | 5   |
| Škoda 15Tr13/6M         | 4   |
| Škoda 15TrM             | 4   |
| ЗіУ-682Г-016 (018)      | 4   |
| Škoda 14Tr02            | 3   |
| ЗіУ-682В10              | 2   |
| Škoda 14Tr89/6          | 2   |
| ЗіУ-682УГ               | 1   |
| Škoda 14Tr05            | 1   |
| Škoda 14Tr07            | 1   |
| ЗіУ-682В1               | 1   |
| Всього:                 | 122 |
| Службовий рухомий склад |     |
| КТГ-2                   | 1   |

Тролейбуси, що експлуатувалися раніше:
- 76 тролейбусів ЗіУ-5
- 3 тролейбуси СВАРЗ МТБЕС
- ОдАЗ-695Т
- 10 тролейбусів Київ-6
- КТГ-1.

## Депо
Обслуговування рухомого складу забезпечують 2 тролейбусних депо (парки).
Тролейбусне депо № 1
- Адреса: вул. Ольжича, 1 50°15′44″ пн. ш. 28°39′27″ сх. д. / 50.26222° пн. ш. 28.65750° сх. д.
- Рухомий склад: ЗіУ-682
- Маршрути: З 21.07.2012 маршрути не обслуговує. (До серпня 2010 року — № 2, 3, 8. Раніше також № 5, 5А, 7, 7А, 11. З червня по липень 2008 року — № 2, 3, 10, 12)

Трамвайно-тролейбусне депо № 2
- Адреса: вул. Вітрука, 11 50°15′15″ пн. ш. 28°42′19″ сх. д. / 50.25417° пн. ш. 28.70528° сх. д.
- Рухомий склад: ЗіУ-682, ЮМЗ Т1, ЛАЗ Е183, Škoda 14Tr, Škoda 15Tr
- Маршрути: № 1, 2, 3, 4, 4А, 5А, 6, 8, 9, 10, 12, 15А (До серпня 2010 року — № 1, 4, 6, 9, 10, 12, 15. Раніше також № 10А, 13, 14, 16, 17, 18. З червня по липень 2008 року — № 1, 4А, 4Б, 6, 8, 9А, 9Б)

У серпні 2010 року адміністрація ЖТТУ переїхала до депо № 1. Для економії місцевого бюджету усі тролейбуси з депо № 2 були переведені до депо № 1, майже усі «тролейбусні» будівлі були законсервовані.
До листопада 2011 року адміністрація ЖТТУ була переведена назад на територію депо № 2. Зараз у цьому депо обслуговуються 6 ЛАЗ Е183, 3 ЮМЗ Т1, 1 ЗіУ-682 та 1 КТГ-2. Частина депо здається в оренду. Навесні 2012 року переведені усі тролейбуси Житомира у депо № 2 з подальшим продажем території депо № 1 для погашення кредитів, взятих для ЖТТУ.

## Перспективи
- В рамках проєкту «Міський громадський транспорт в Україні» планується за рахунок залучених кредитних коштів Європейського банку реконструкції та розвитку під місцеві гарантії придбати 40 тролейбусів на суму в 8 млн євро[118].

## Галерея

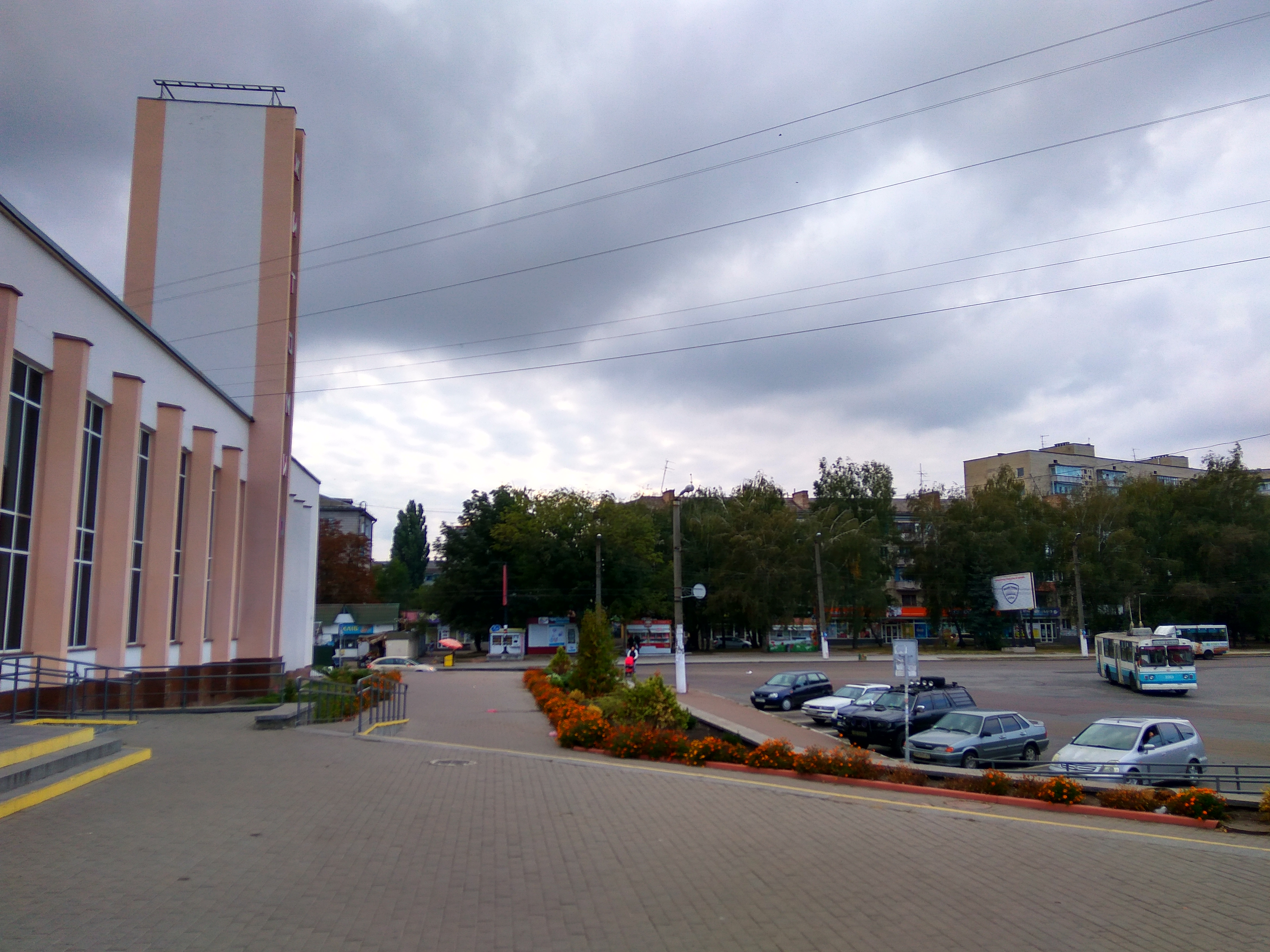
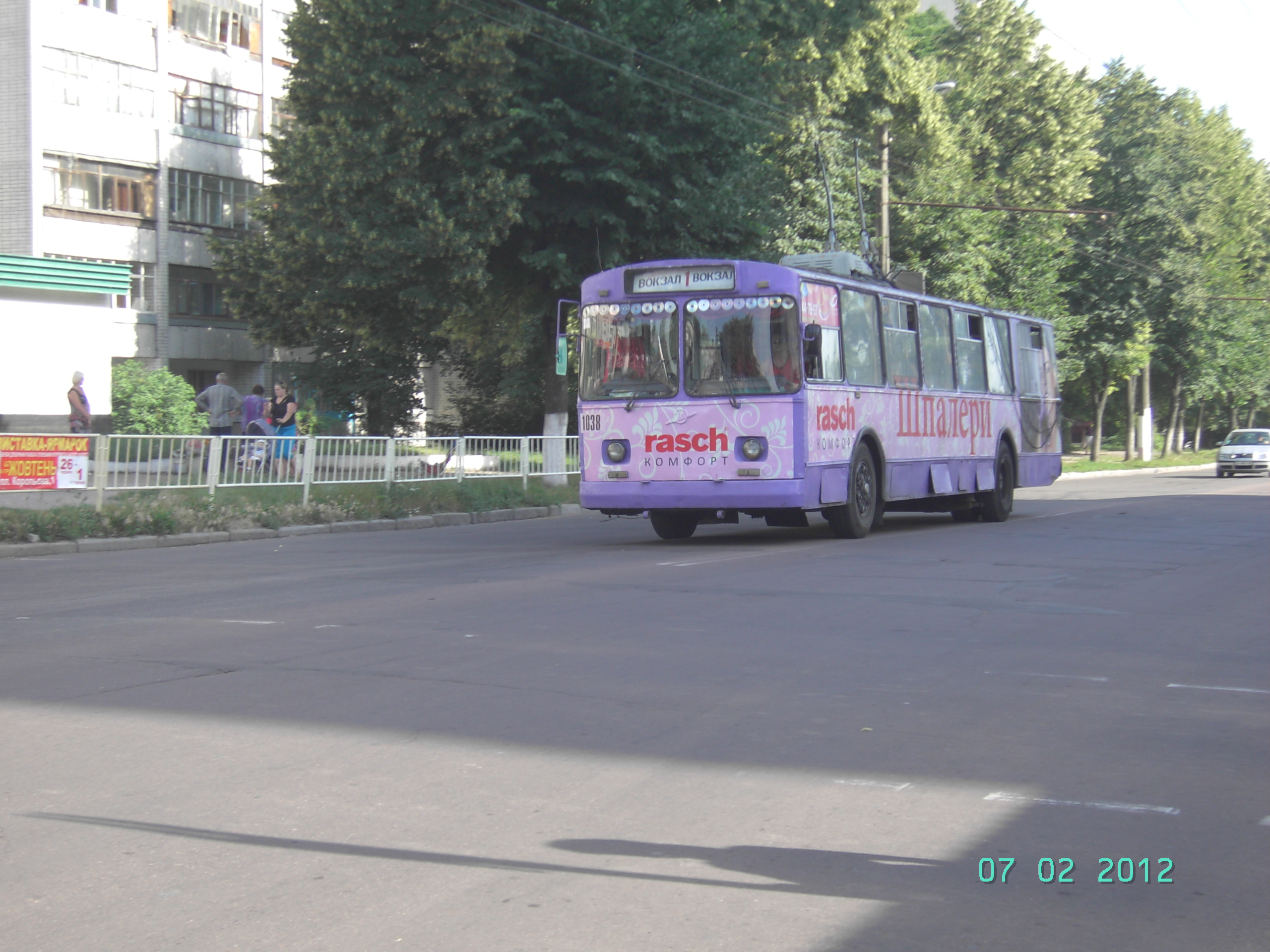
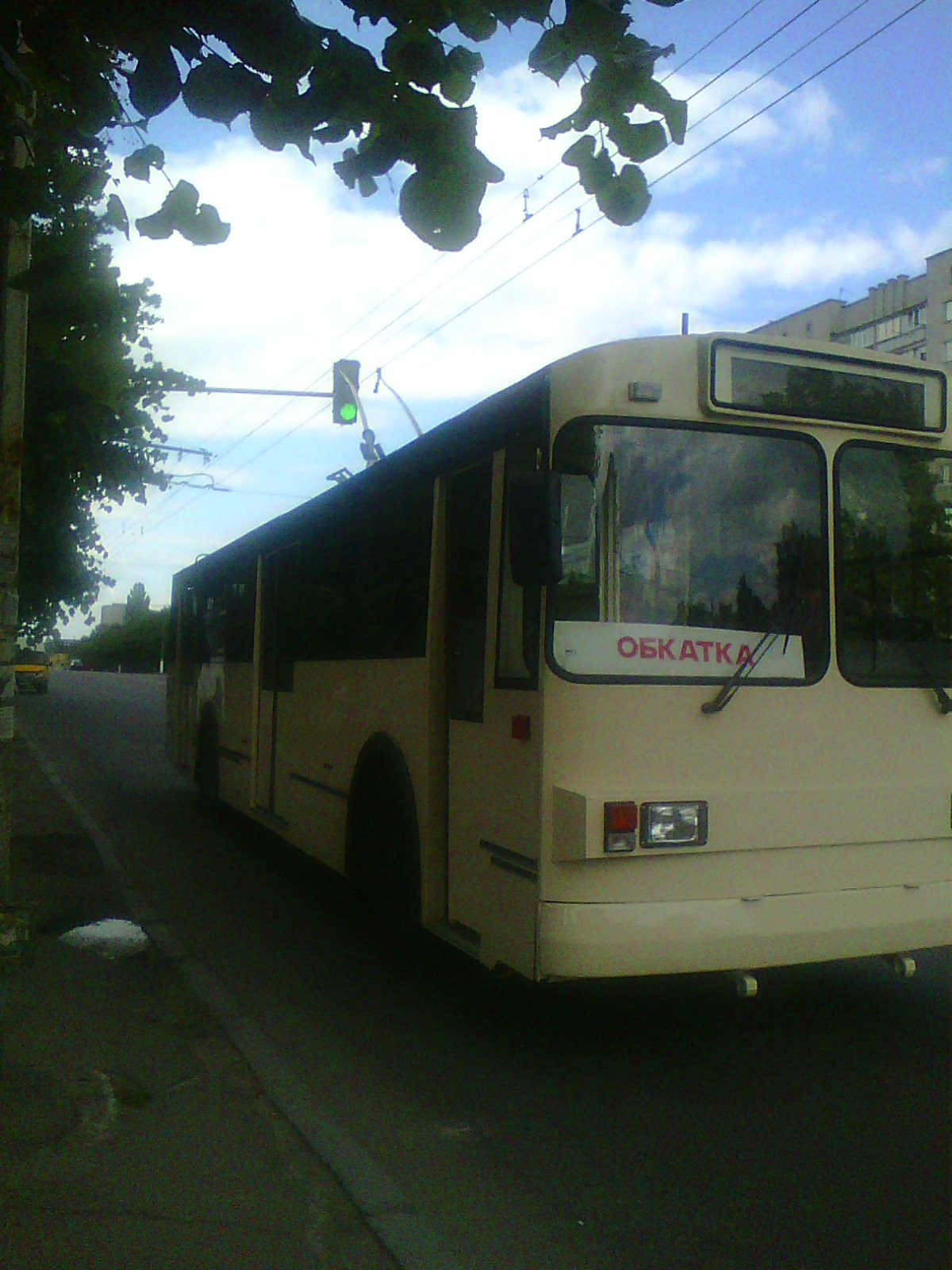